# Castello di Krasiczyn
Il castello di Krasiczyn si trova nel piccolo comune di Krasiczyn nel sud della Polonia.
Il castello, costruito nella seconda metà del Cinquecento e successivamente modificato, circondato da un vasto parco inglese, fu residenza di alcune famiglie aristocratiche, tra cui Krasicki e Sapieha.
Nel 1867 vi nacque Adam Stefan Sapieha, arcivescovo di Cracovia e cardinale della Chiesa cattolica.
Oggi il castello ospita un centro congressi.